# Anton Lauber
Anton Lauber (* 17. April 1961 in Basel; heimatberechtigt in Horw und Marbach LU) ist ein Schweizer Politiker (CVP) und Advokat. Er gehört seit 2013 dem basellandschaftlichen Regierungsrat an und steht der Finanz- und Kirchendirektion vor. 

## Leben

### Berufliche Ausbildung und Tätigkeiten
Nach drei Volontariaten von 1988 bis 1990 erhielt Lauber 1991 seine Zulassung als Advokat im Kanton Basel-Landschaft und war zunächst in einer Liestaler Advokatur tätig. 1995 promovierte er zum Dr. iur. Seit 1996 ist er selbstständiger Advokat in der Advokatur und Notariat Lauber Reich & Wolf in Arlesheim.

### Militär
Von 2000 bis 2004 war Lauber Kommandant des Schützenbataillons 5, von 2005 bis 2010 Chef des Kantonalen Territorialen Verbindungsstabs Basel-Landschaft. Seit 2010 ist er Oberst a. D.

### Politische Laufbahn
Anton Lauber ist einer der zwei Vize-Präsidenten der CVP Kanton Baselland.
Von 1996 bis 30. Juni 2013 gehörte Lauber dem Gemeinderat von Allschwil an, zuerst als Vorsteher des Departements Soziale Dienste – Gesundheit, seit 2004 war er Präsident dieses Exekutivgremiums und damit Vorsteher des Departements Zentrale Dienste – Präsidiales.
Erstmals bewarb sich Lauber 2006 CVP-intern als Kandidat für einen Sitz im Regierungsrat; nominiert und später vom Volk gewählt wurde jedoch Peter Zwick. Bei den Ersatzwahlen vom 9. Juni 2013 um die Nachfolge des verstorbenen Zwick wurde Lauber von der CVP schliesslich als ihr Kandidat erkoren und es gelang ihm, den Sitz im Regierungsrat zu erreichen. Mit 30'867 Stimmen hatte er dabei einen Vorsprung von 4586 Stimmen auf seinen Gegenkandidaten. 2023 wurde er mit dem besten Resultat (41'711 Stimmen) wiedergewählt.

### Mitgliedschaften
Lauber ist in zahlreichen regionalen Vereinigungen und Gremien aktiv, darunter Präsident des Personal-Verbands Polizei Basel-Landschaft und Vorstandsmitglied des Trinationalen Eurodistricts Basel.

### Privates
Anton Lauber ist der Sohn des gleichnamigen früheren CVP-Landrats.
Er wohnt seit seiner Kindheit in Allschwil. Seine Lebenspartnerin hat zwei heute erwachsene Söhne in die Beziehung mitgebracht. 